# Sécurité alimentaire
Pour les articles homonymes, voir Loi alimentation.
Ne doit pas être confondu avec Sécurité sanitaire des aliments.
« La sécurité alimentaire existe lorsque tous les êtres humains ont, à tout moment, la possibilité physique, sociale et économique de se procurer une nourriture suffisante, saine et nutritive leur permettant de satisfaire leurs besoins et préférences alimentaires pour mener une vie saine et active » est la définition formelle du concept de sécurité alimentaire selon le Comité de la Sécurité alimentaire mondiale. Cette définition a été adoptée par un consensus international depuis le Conférence mondiale de l'alimentation tenue à Rome en 1996.
On considère classiquement que la sécurité alimentaire comporte quatre dimensions ou « piliers » :
1. accès (capacité de produire sa propre alimentation et donc de disposer des moyens de le faire, ou capacité d'acheter sa nourriture et donc de disposer d'un pouvoir d'achat suffisant pour le faire) ;
2. disponibilité (quantités suffisantes d'aliments, qu'ils proviennent de la production intérieure, de stocks, d'importations ou d'aides) ;
3. qualité (des aliments et des régimes alimentaires des points de vue nutritionnel, sanitaire, mais aussi socioculturel) ;
4. stabilité (des capacités d'accès et donc des prix et du pouvoir d'achat, des disponibilités et de la qualité des aliments et des régimes alimentaires).

Ainsi définie, la sécurité alimentaire a une dimension plutôt technique. Elle se distingue de ce fait des notions d'autosuffisance alimentaire, de souveraineté alimentaire et de droit à l'alimentation qui apportent des dimensions plus politiques ou juridiques. La sécurité alimentaire intègre, dans le « pilier qualité », la sûreté alimentaire ou encore la sécurité sanitaire des aliments, qui a trait à l'hygiène et à l'innocuité des aliments, ainsi qu'au maintien de leur salubrité. Afin de faire suite au premier pilier mentionné ci-haut, la sécurité alimentaire est également intimement liée à l'accès à une saine alimentation. Cet accès comporte cinq dimensions distinctes : économique, offre et prestation de services, spatio-temporelle, sociale et personnelle. Ces cinq dimensions d'accès doivent être rassemblées afin d'assurer la sécurité alimentaire des individus.
La précarité alimentaire, appelée aussi insécurité alimentaire, correspond au niveau le plus fragile de sécurité alimentaire.

## Historique
La sécurité alimentaire s'inscrit dans le contexte de l'émergence du droit à l'alimentation tel que formulé dans la Déclaration universelle des droits de l'homme et du concept de sécurité et remonte aux propositions de Franck Mc Dougall, représentant de l'Australie lors des négociations pour la création de la Société des Nations.
Selon le Comité de la sécurité alimentaire mondiale, le concept de sécurité alimentaire est apparu dans les années 1970, dans un contexte de flambée des prix des céréales sur les marchés internationaux liée à une succession de mauvaises récoltes, de diminution des stocks et de hausse des prix du pétrole. À l'époque, plusieurs régions du monde souffraient d'insuffisance de productions alimentaires pour nourrir leur population et étaient particulièrement vulnérables aux accidents climatiques (sécheresses, inondations) ou aux attaques de prédateurs (sauterelles par exemple). Dans la lignée des analyses de Thomas Malthus, les projections de production agricole et de population laissaient craindre un écart croissant qu'il serait difficile à combler sans un effort important. La définition adoptée par la Conférence mondiale de l'alimentation en 1974 reflète ce contexte : « Disposer à chaque instant, d'un niveau adéquat de produits de base pour satisfaire la progression de la consommation et atténuer les fluctuations de la production et des prix. »
Depuis, des travaux, en particulier ceux d'Amartya Sen, ont montré qu'il ne suffit pas de produire suffisamment de nourriture dans un pays ou une région pour vaincre la faim. Des pays comme l'Inde, le Brésil ou la Chine sont parvenus à produire suffisamment de nourriture pour nourrir toute leur population, voire à exporter des surplus, sans avoir fait disparaître pour autant la faim. À l'inverse, des pays comme ceux bénéficiant de rentes pétrolières peuvent ne produire que peu de nourriture mais permettre à toute la population de manger en important depuis les marchés internationaux. C'est ainsi qu'a été mise en avant, au cours des années 1980, la notion d'accès à l'alimentation comme déterminant majeur de la sécurité alimentaire. Dès 1986, la définition de la sécurité alimentaire proposée par la Banque mondiale dans son rapport La Pauvreté et la Faim place en priorité la question de l'accès et donc de la pauvreté dans la définition : « Accès par chaque individu, à tout instant, à des ressources alimentaires permettant de mener une vie saine et active. » Cette définition a été reprise et enrichie lors de la Conférence mondiale de l'alimentation de 1996 et reste quasi inchangée depuis.
À l'ordre du jour du Comité pour la sécurité alimentaire mondiale de 2012 figurait une proposition d'évolution de la définition de la sécurité alimentaire pour intégrer la notion de sécurité nutritionnelle. Une telle proposition avait pour but de prendre en compte les acquis des sciences de la nutrition qui montrent depuis des décennies que la malnutrition, notamment infantile, principale manifestation de l'insécurité alimentaire aujourd'hui, ne résulte pas seulement d'une insuffisante qualité voire quantité de nourriture, mais aussi et souvent d'un état de santé (diarrhées, paludisme, etc.) et de soins insuffisants (par méconnaissance ou incapacité). La proposition de parler désormais de « sécurité alimentaire et nutritionnelle », même si elle est déjà adoptée par divers pays, n'a pas encore fait l'objet d'un consensus international.
Enfin, divers travaux sont en cours[Quand ?] pour intégrer, dans la définition de la sécurité alimentaire, des préoccupations de durabilité environnementale et sociale des systèmes alimentaires et relatives aux nouvelles pathologies nutritionnelles notamment celles dites « de pléthore » (obésité et diabète associé, maladies cardiovasculaires, certains cancers, etc.) qui touchent désormais tous les pays du monde. Est ainsi proposée la notion de « sécurité alimentaire et nutritionnelle durable ».
Le nombre de personnes touchées par une « insécurité alimentaire chronique » est en augmentation depuis 2015. En 2019, la FAO recense 821 millions de personnes dans cette situation. Selon l'organisation : La faim « s’aggrave en Amérique du Sud et dans la plupart des régions d’Afrique, et le recul de la sous-alimentation qui caractérisait l’Asie jusqu’à une période récente, semble considérablement ralentir dans cette région »; Le pays le plus fortement touché au monde est le Yémen.

## Quantité suffisante et nécessaire

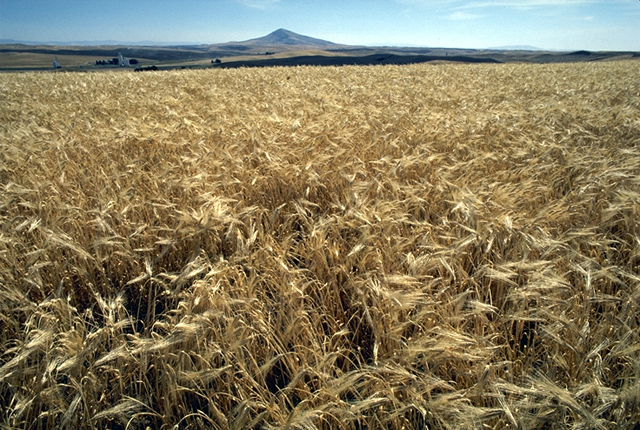
Champ de céréales (orge commune)

Afin de vivre en bonne santé, chaque être humain a besoin de manger chaque jour une ration alimentaire composée de 2 500 cal et 65 g de protéines. En 2004, l'Organisation des Nations unies pour l'alimentation et l'agriculture (FAO) estime que les habitants des pays développés mangent 3 500 cal par jour, tandis que ceux des pays en développement sont à moins de 2 400 cal par jour. En moyenne, un habitant du tiers monde mange deux fois moins qu'un habitant d'un pays riche. La malnutrition touche environ 800 millions d'individus habitant en Afrique, en Asie et en Amérique latine.
Durant la deuxième moitié du XXe siècle, la production alimentaire mondiale par habitant a augmenté de 25 %, alors que les prix diminuaient d'environ 40 %. Par exemple, de 1960 à 1990, la production totale de céréales est passée de 420 à 1 176 millions de tonnes par an.
La sécurité alimentaire demeure pourtant d'actualité au début du XXIe siècle. En dépit d'une moindre natalité dans la majorité des pays, certains estiment qu'il devrait y avoir environ 8,9 milliards d'habitants en 2050. Or, en 2010, 925 millions de personnes dans le monde souffraient encore de la faim. Les habitants de trente-trois pays consomment moins de 2 200 kcal par jour et une personne sur sept n'a pas accès à une quantité suffisante de protéines et d'énergie. La productivité des cultures et des pâturages devrait progresser de 70 % à 100 % pour pouvoir nourrir la population mondiale en 2050,.
Les besoins alimentaires mondiaux devraient augmenter dans les décennies à venir pour les raisons suivantes :
- augmentation de la population, ce qui implique une augmentation de la demande ;
- augmentation du pouvoir d'achat de nombreux humains ;
- augmentation de l'urbanisation, souvent associée à d'autres pratique alimentaire, dont augmentation de la consommation de viande (on estime que 7 kg de nourriture pour animaux sont nécessaires pour produire 1 kg de bœuf, 4 kg pour produire un kilogramme de porc et 2 kg pour un kilogramme de volaille).

Une offre suffisante et un moindre gaspillage sont deux conditions au recul de la famine et de la malnutrition, mais cela ne suffit pas à établir la sécurité alimentaire pour tous. « Qui produit la nourriture et pour qui » ?, « qui a accès aux informations nécessaires à la production agricole » ? « qui a un pouvoir d'achat suffisant pour acquérir la nourriture » ? « qui a un pouvoir d'achat suffisant pour acquérir les informations nécessaires à une bonne production » sont des questions cruciales en la matière.
Ainsi, les pauvres et les affamés ont besoin de semences, de technologies et de pratiques peu coûteuses et immédiatement disponibles pour répondre à leurs besoins vitaux. D'une façon générale, les femmes et les enfants sont ceux qui souffrent le plus de déficit alimentaire. En effet, un faible poids de naissance est une cause de décès prématuré et de malnutrition infantile. Le faible poids à la naissance est souvent dû à une sous-alimentation de la mère elle-même.
En 2000, 27 % des enfants en âge préscolaire dans les pays en voie de développement étaient ainsi atteints de rachitisme (lié à une alimentation insuffisante et/ou peu variée et de faible qualité). Les femmes sont aussi souvent désavantagées, car elles possèdent peu de terres et bénéficient moins de conseils et de crédits pour l'amélioration des techniques.
Différentes options sont possibles pour augmenter la production agricole, par le biais d'adoption de systèmes de production agricole spécifiques :
- Augmentation des surfaces agricoles et de jardinage (avec comme effet négatif la perte de surfaces forestières, des prairies, et d'une façon générale, de lieux riches en biodiversité) ;
- Augmentation de la productivité (quantité/hectare) dans les pays exportateurs (et exportation des surplus vers les pays déficitaires) ;
- Augmentation de la productivité locale et globale dans les pays déficitaires, éventuellement en recherchant l'autosuffisance.

L'agriculture péri-urbaine ou l'agriculture urbaine peuvent également aider à résoudre le problème de la sécurité alimentaire, en permettant aux citadins à revenus limités de cultiver des légumes ou des fruits par exemple, en pleine ville. Nombre de déchets alimentaires peuvent aussi être recyclés / consommés par des volailles ou de petits élevages (chèvre, porcs…).
En 2012, Deepak Ray, chercheur à l'Institut de l'environnement de l'université du Minnesota publie dans Nature Communications une étude alarmante qui constate « que le rendement des cultures de blé et de riz — deux céréales qui fournissent près de la moitié de l’apport calorique alimentaire des populations mondiales — diminue dans un plus grand pourcentage de terres cultivées que celui des cultures de maïs et de soja, utilisés essentiellement pour engraisser des animaux et produire des biocarburants ».
The Lancet et la plateforme scientifique mondiale pour la transformation du système alimentaire EAT (une fondation internationale à but non lucratif créée par la Petter Stordalen, le Stockholm Resilience Centre (en) et le Wellcome Trust) publient le 16 janvier 2019 le rapport de synthèse de la commission EAT-Lancet sur le régime planétaire, conçu afin de rendre l'alimentation compatible avec le développement durable.

## Qualité des aliments et sécurité sanitaire
La qualité d'un aliment est, d'une part, organoleptique (qualités gustatives) et de présentation ou encore liée à sa bonne conservation ainsi qu'à ses qualités nutritionnelles.
Elle est aussi sanitaire (un aliment sain ne doit pas contenir en quantité dangereuse des produits toxiques absorbés (par la plante, le champignon ou l'animal durant sa vie), ou des contaminants indésirables acquis durant sa préparation, son transport ou son stockage (dont métaux lourds, perturbateurs endocriniens, radionucléides, certains additifs, ou des résidus de pesticides ou de biocides toxiques par exemple).
La qualité exige d'avoir identifié les risques et dangers, « de la fourche à la fourchette », en incluant donc les aspects (conservation, contact alimentaire, impacts secondaires et différés des modes de cultures de pêche ou d'élevage, de transport, stockage, préparation cuisson et emballage des aliments, modes de cuisson…) et de prendre les mesures de précaution et d'évaluation pour limiter l'expression des risques (par exemple, d'intoxication alimentaire).
En Europe, à la suite de divers scandales alimentaires, la Directive 93/43/CE relative à l'hygiène des denrées alimentaires préconise la méthode HACCP (Analyse des dangers et points critiques pour leur maîtrise) de manière à « identifier tout aspect déterminant pour la sécurité des aliments et pour veiller à ce que des procédures de sécurité appropriées soient établies, mises en œuvre, respectées et mises à jour ».
Le paquet hygiène vise à prévenir les dangers alimentaires, avec une obligation de résultat, tout en laissant plus de liberté aux responsables d'établissements de transformation ou de restauration sur les moyens d'y arriver. Les « guides de bonnes pratiques » mis en place par les filières professionnelles, avec ou sans l'aide d'administrations peuvent y contribuer aussi, de même que les normes et référentiels utilisés par l'industrie agroalimentaire (BRC, IFS, ISO 22000, Eurepgap, norme NF V0 1-002 incluant un « Glossaire sur l’Hygiène des Aliments », norme NF V01-006:2008 (« Place de l'HACCP et application de ses principes pour la maîtrise de la sécurité des aliments et des aliments pour animaux »).
Bien que les conditions de sécurité alimentaire (alimentation diversifiée et abondante) atteignent un niveau inégalé dans les pays occidentaux et que la qualité des aliments n'a jamais été aussi bien contrôlée dans les pays développés, les consommateurs expriment des sentiments qui vont du simple doute à la peur ou à la défiance totale envers certains aliments, sentiments à l'origine d'un paradoxe : les crises sanitaires (notamment celles de la vache folle, des fraudes et des intoxications alimentaires), les attitudes orthorexiques (inquiétude liée à la malbouffe, aux organismes génétiquement modifiés, traque des éléments alimentaires négatifs tels que la consommation excessive de gras, sucré et salé responsable de l'épidémie d'obésité, d'hypertension), la distanciation entre l'aliment et le mangeur (ce dernier n'étant plus le producteur de ce qu'il ingère), le développement d'une chaîne alimentaire plus sûre mais plus fragile, font resurgir des peurs alimentaires.
Selon l'ONG Foodwatch, un produit alimentaire sur huit serait contaminé par des hydrocarbures aromatiques d'huile minérale. Selon, Santé publique France, 97 à 100 % des Français (adultes et enfants) sont contaminés aux éléments-trace métalliques avec des taux en augmentation.

## Facteurs d'insécurité alimentaire
Cette section ne s'appuie pas, ou pas assez, sur des sources secondaires ou tertiaires indépendantes du sujet. Le texte peut contenir des analyses inexactes ou inédites de sources primaires.
Pour l'améliorer, ajoutez-en, ou placez des modèles {{Source secondaire souhaitée}} ou {{Source secondaire nécessaire}} sur les passages mal sourcés. (avril 2025)
Plusieurs facteurs entrent en ligne de compte. Si on reprend la définition de la sécurité alimentaire et de ses quatre dimensions, les facteurs de risque d'une insécurité se situent au niveau de l'individu :
- manque de moyens financiers (non accès à des denrées de qualité à cause de leur prix mais aussi non accès car manque de moyens pour se payer les transports en commun permettant d'accéder à l'infrastructure qui propose des denrées de qualité en quantité suffisante) ;
- qualité/hygiène : manque d'hygiène et d'endroits de stockage adéquats pour les aliments (réfrigérateur ou congélateur aux normes de salubrité). Les aliments peuvent être de mauvaise qualité et rendre les personnes malades (date de péremption dépassée pour les aliments du commerce, aliments pourris…) ;
- isolement de l'individu dans un endroit peu desservi (pas d'infrastructure assez proche de chez lui) ;
- indisponibilité de terres agricoles pour l'individu.

Et au niveau des infrastructures :
- manque d’infrastructures capables de distribuer des aliments sains en quantité suffisante (risque de famine) ;
- manque de moyens de transport disponibles pour aller vers ces infrastructures ;
- problèmes au niveau de la stabilité des infrastructures (faillite, désert alimentaire), de leur capacité à stocker correctement (dans les règles d'hygiène et de salubrité) les denrées.

Autre facteur :
- impact des changements climatiques et de la pollution sur les circuits alimentaires traditionnels pour plusieurs communautés autochtones[24].

Tous ces facteurs peuvent créer de l'insécurité alimentaire chez certains individus.

### Pénurie d'eau
L'agriculture étant de plus en plus irriguée (Griffon 2006 : 189) elle dépend de plus en plus de l'eau douce. L'ONU alerte régulièrement sur l'avancée des déserts et le recul des ressources en eau douce, et plus encore en eau potable facilement accessible.
En Europe, un Rapport sur les risques de pénuries d’eau et les risques de sécheresse en Europe, de mars 2009, estime que cette menace grandit pour une partie importante de l'Union européenne, sachant qu'en moyenne 44 % de l’eau utilisée dans l’UE sert à la production d’énergie (à des fins de refroidissement essentiellement), 24 % sert pour l’agriculture, 21 % pour la fourniture en eau du public, et 11 % dans l’industrie. L'UE promeut une utilisation plus efficiente de l’eau, des politiques de tarification de l’eau, de sensibilisation et des plans de gestion des sécheresses et un meilleur contrôle des usages illégaux de l'eau. Les modèles climatiques prédisent un accroissement de la pluviométrie dans le Nord-Ouest de l'Europe et une diminution dans le Sud où les habitants manquent déjà localement d'eau en été. Et globalement les canicules et sécheresses estivales devraient être plus intenses et plus nombreuses,.
En zone côtière des pompages excessifs peuvent entraîner la pénétration d'eaux salées dans les nappes phréatiques. De vastes zones littorales méditerranéennes sont déjà affectées par l'intrusion d'eau salée à la suite des pompages qui ont fait baisser le niveau des nappes d'eau douce. En Grèce, environ 1 500 km2 d'aquifères seraient déjà impactés par l'intrusion d'eau de mer et des problèmes de ce type apparaissent en Europe du Nord (carte 3.1 du rapport européen déjà cité, p. 23).

### Dégradation des sols
Une cause importante de la dégradation des sols est le bétonnage. Celui-ci est en augmentation constante et rend les terres imperméables (et inonde souvent les champs à proximité). 
La monoculture et l'agriculture intensive dégradent également la qualité du sol, en appauvrissant sa diversité et les nutriments que la terre contient. Ce type d'agriculture dépend d'un fort apport extérieur (intrants, mines d'azote, etc.) qui n'est pas éternel. Le problème de la dégradation des sols par ce genre d'agriculture pose la question du mode de production à favoriser pour garantir une alimentation durable aux humains. Le manque de jachère est aussi facteur de dégradation des sols car la terre n'est pas laissée au repos pendant plusieurs années et sans apport des éléments fertilisants.(à compléter)
L'érosion est une autre dégradation du sol. Celle-ci est en partie naturelle et en partie causée par le type d'agriculture choisi. (à compléter)

### Réchauffement climatique
L'un des effets les plus notoires du réchauffement climatique est de modifier la répartition de l'eau sous toutes ses formes sur terre. L'élévation du niveau des mers, due à l'expansion thermique de l'eau ainsi qu'à la fonte des glaciers émergés imbibe et salinise les côtes, alors que plus de la moitié de la population mondiale vit dans les zones côtières. D'autre part, les énormes masses d'eau en jeu, sous le coup d'une redistribution des températures, provoquent un changement important de la dynamique des courants marins, qui sont, avec la répartition nord/sud des terres et la continentalité, les principaux facteurs déterminant le climat dans une zone donnée. La modélisation de ces facteurs est si complexe, et les changements climatiques encore si mal connus et imprévisibles qu'il est pour le moment impossible de déterminer de manière suffisamment fine quels changements climatiques apparaîtront où et quand, de même que la durée de stabilisation de ces changements est excessivement difficile à prévoir. Il résulte donc du changement climatique une imprévisibilité très importante des nouvelles conditions locales. Tout cela va affecter grandement l'agriculture :
- difficulté de choisir les espèces à cultiver, avec risque de perte totale ou partielle des récoltes ;
- risque accru de l'arrivée d'espèces envahissantes/nuisibles ;
- risque accru de destruction des récoltes par des phénomènes climatiques extrêmes ;
- risque accru que les paysans pauvres ne puissent pas cultiver, du fait de la précarité de leur situation ;
- risque d'un recours massif aux pesticides, herbicides et engrais chimiques pour atténuer l'imprévisibilité du climat et les attaques de nuisibles ;
- dans les parties du monde exposées à de plus fortes précipitations, accélération de l'érosion, et donc de la perte des sols cultivables.

Ces facteurs de risques se cumulent avec les conséquences de la pollution chimique, de la déforestation, de la dégradation des sols sous toutes ses formes pour mettre en danger la sécurité alimentaire mondiale.
Il est à noter aussi que le changement climatique ne peut engendrer, à court et moyen terme, que des réactions qui l'aggravent de la part des agriculteurs, qui pour assurer leur subsistance immédiate et les besoins alimentaires de l'humanité, vont devoir recourir à des pratiques plus nocives.

### Explosion démographique
L'explosion démographique, résultant de l'amélioration des conditions de vie et de l'accès à une médecine plus efficace, a permis à l'humanité de ne plus perdre ses enfants. On a moins d'enfants aujourd'hui, mais ils survivent. En deux cents ans, la population humaine a ainsi été multipliée par 7. Dans le même temps, les rendements agricoles ont eux aussi été multipliés, d'abord par la mécanisation, ensuite par les engrais et pesticides chimiques, et aussi par le recours aux sélections et modifications génétiques. Cela a permis de nourrir la population humaine jusqu'à présent, même si l'humanité semble incapable de réduire significativement sa proportion de mal-nourris. Mais cela tient plutôt à une mauvaise répartition qu'à une impossibilité de produire assez pour tout le monde (cf. Sylvie Brunel, spécialiste de la question). Cependant, l'agriculture mécanisée épuise la terre, la déforestation engendre une érosion qui appauvrit les sols, les produits chimiques et la pollution les empoisonnent et les ressources en eau (arrosage) vont bientôt manquer dans beaucoup de zones aujourd'hui fertiles (voir Dégradation des sols). L'agriculture moderne est donc tout sauf durable, et ne permettra plus, d'ici quelques décennies, de nourrir une population qui continue d'augmenter. La nouvelle et artificielle aisance alimentaire dans des pays autrefois touchés par l'insécurité alimentaire semble en effet, par un effet d'optimisme social, conduire à une natalité énergique.

### Épidémies
Le mot épidémie revêt deux sens ; elle qualifie « soit l'apparition d'un grand nombre de cas d'une nouvelle maladie, soit l'accroissement considérable du nombre de cas d'une maladie déjà existante, dans une région donnée, au sein d'une communauté ou d'une collectivité ». De ce fait, elle a un impact considérable sur les différents moteurs du développement et la sécurité alimentaire n’en est pas épargnée. Par exemple, l'épidémie Ebola dont l’OMS affiche un bilan d’environ « 7000 morts » dans les trois pays d'Afrique de l'Ouest les plus touchés : la Guinée, le Liberia et le Sierra Leone. Les conséquences d’une telle épidémie sont certes humaines, mais aussi alimentaires et agricoles. En effet, Ebola comme toutes les autres épidémies sont à l’origine d’une mise en quarantaine, d’une pénurie de la main-d'œuvre ; un abandon des exploitations agricoles du fait des restrictions de déplacement et la peur d’être contaminé ; une chute de la commercialisation des produits agricoles ; une flambée des prix des denrées alimentaires du fait de la fermeture des frontières. Avec Ebola, ce sont les récoltes de riz et de maïs qui seront touchées ; selon les résultats d’enquêtes d’évaluation réalisées par la FAO auprès des agriculteurs, 47 % d’entre eux par exemple en Sierra Leone ont indiqué que le virus Ebola perturbait considérablement leurs activités agricoles[source insuffisante]. Les prix des denrées alimentaires comme le manioc par exemple, ont doublé ; au total, quelque 1,3 million de personnes pourraient être concernées par une situation d’insécurité alimentaire dans la région.

### Gouvernance inappropriée
La FAO publie un guide sur la bonne gouvernance des régimes fonciers. Le 11 mai 2012 le comité de la sécurité alimentaire mondiale (en) de la FAO adopte des directives pour une « gouvernance responsable des régimes fonciers applicables aux terres, aux pêches et aux forêts dans le contexte de la sécurité alimentaire nationale » qui a notamment pour but de protéger les producteurs locaux contre l'accaparement des terres, la « colonisation des sols » (expression de la ministre sud-africaine de l'agriculture, Tina Joemat-Pettersson, pour souligner que ce phénomène est un héritage direct du colonialisme) s'étant aggravée depuis la crise alimentaire mondiale de 2007-2008 mais aussi depuis la demande croissante en agrocarburants : entre 2000 et 2011, 203 millions d'hectares dont 134 millions en Afrique subsaharienne ont fait l'objet de négociations entre investisseurs privés régionaux ou nationaux et principalement les États propriétaires des terres (selon le principe de domanialité public).
Tandis que des initiatives mondiales telles que l'Alliance Mondiale pour une Agriculture Intelligente Face au Climat ont été lancées, de nombreux syndicats agricoles et organisations de la société civile dénoncent une approche favorisant l'augmentation et la dépendance aux intrants agricoles, notamment aux engrais chimiques. Selon les recherches de l'ONG GRAIN, la promotion de l'agriculture paysanne à travers des politiques et des incitatifs adéquats pourrait ramener la qualité des sols à un niveau pré-industriel en 50 ans.

## Intervention et rôle de l'État dans l'agriculture en vue de la sécurité alimentaire
Les États membres de la FAO ont adopté en 2004 des directives volontaires visant à concrétiser « le droit de chaque être humain d'avoir accès à une nourriture saine et nutritive conformément au droit à une nourriture adéquate et au droit fondamental de chacun d'être à l'abri de la faim ». Ces directives volontaires constituent un outil international définissant les responsabilités des États et des autres acteurs vis-à-vis de la réalisation du droit à une alimentation.
Les politiques agricoles couvrent de multiples aspects de l’agriculture : l’innocuité des aliments, la santé des animaux et des plantes, la protection des sols et de l’environnement, l’amélioration et la stabilisation des revenus, le financement, la formation et la main-d’œuvre, la recherche et le développement, la vulgarisation et le transfert technologique, le soutien aux organisations agricoles, le remboursement de taxes foncières.
D’après Frédérick Clerson, enseignant en politique agroalimentaire à L’université Laval, une des plus grandes interventions de l’État pour la sécurité alimentaire est le programme américain des food stamps (Supplemental Nutrition Assistance Program [SNAP], c'est-à-dire « Programme d'aide à l'alimentation supplémentaire »). Il ajoute : « Le plus grand projet pour rendre l'alimentation moins chère pour les pays pauvres vient d'un pays développé ».

### Inspection des denrées alimentaires
Les inspections des denrées alimentaires font partie de la protection des consommateurs. À titre d’exemple, dans le canton de Vaud (Suisse), il y a environ 7 500 entreprises qui produisent ou distribuent des produits alimentaires et elles sont toutes soumises à ces inspections.
Ces inspections comprennent généralement six étapes qui, séquentiellement, font diminuer le nombre de microorganismes. Voici un bref descriptif de la deuxième étape, l’enrichissement, car les salmonelles (entérobactéries, toutes considérées comme pathogènes pour l'homme) n'en sont pas influencées. Le but de cette étape est de les isoler grâce à des billes microscopiques et magnétiques, liées à des anticorps qui reconnaissent spécifiquement les salmonelles. En présence d'un champ magnétique, les autres bactéries sont « lavées ». Restent alors les salmonelles qui seront, à leur tour, éliminées à la troisième étape de l'inspection : l'étalement sur milieu indicateur, c'est-à-dire qui ne contient pas les nutriments permettant leur survie. La méthode de l'enrichissement est, par ailleurs, utile dans le cadre médical, où il s’agit par exemple de vérifier qu’un patient est atteint d’une infection dans le système gastro-intestinal : il faut séparer les salmonelles de toutes les autres bactéries.

## Intervention et rôle des ONG humanitaires dans la sécurité alimentaire
Soutenir les populations les plus vulnérables dans la lutte contre l'insécurité alimentaire fait partie intégrante des priorités de nombreuses organisations non gouvernementales (ONG) humanitaires. Conflits armés, inondations de grande ampleurs, tempêtes, sécheresses… Lors des crises, des interventions sont déployées en urgence pour assurer l'essentiel. Les ONG procèdent à des distributions alimentaire ou à des transferts monétaires pour permettre aux populations touchées de subvenir à leurs besoins essentiels le plus rapidement possible.
Les ONG travaillent également sur le long terme pour éviter de rendre les populations vulnérables dépendantes de l'aide humanitaire et les aider à devenir autosuffisantes. Ces associations travaillent donc sur les moyens de subsistance : projets de soutien de l'agriculture, de la culture maraîchère et de l'élevage, aide au développement d'activités génératrices de revenus, formation à l'adaptation aux conséquences du réchauffement climatique, etc.
Le Programme alimentaire mondial travaille en collaboration avec des ONG internationales pour améliorer la sécurité alimentaire des populations au niveau mondial comme Care international, Oxfam, Action contre la faim, Solidarités International, ACTED[source secondaire souhaitée]. 

#### Agences, autorités
- FAO (Nations Unies)
- AFSCA (Belgique)
- AFSSA, devenue l'ANSES au 1er juillet 2010 (France)
- ACIA (Canada)
- AgMES
- Global Crop Diversity Trust

#### Thèmes connexes
- santé environnementale
- Écotoxicologie
- Stockage des céréales
- Sécurité sanitaire des aliments
- Crise alimentaire
- Traçabilité agroalimentaire
- Label « Contact alimentaire »
- Objectifs du millénaire pour le développement
- Souveraineté alimentaire
- Système alimentaire
- Accaparement des terres
- Bourse de commerce de Chicago
- Crise alimentaire mondiale de 2007-2008
- Sous-alimentation
- Taux d'autosuffisance alimentaire
- Résidu de pesticides, QuEChERS
- Transition alimentaire